# Baldassarre Boncompagni
Prince Baldassarre Boncompagni-Ludovisi (Roma, 10 de maio de 1821 – 13 de abril de 1894) foi um historiador da matemática e aristocrata italiano.

## Formação e carreira
Boncompagni nasceu em Roma, em uma nobre e rica família tradicional romana, Ludovisi-Boncompagni, terceiro filho do príncipe Luigi Boncompagni Ludovisi e princesa Maria Maddalena Odescalchi. Foi dentre outros aluno do matemático Barnabas Dotterel e do astrônomo Ignazio Calandrelli, interessando-se pela história da ciência. Em 1847 o Papa Pio IX o indicou membro da Academia Nacional dos Linces. Entre 1850-1862 produziu estudos sobre matemáticos da Idade Média e em 1868 fundou o Bullettino di bibliografia e di storia delle scienze matematiche e fisiche. Após a anexação dos Estados Papais no Reino de Itália (1870), recusou-se a continuar participando na Academia Nacional dos Linces, e recusou sua indicação como senador oferecida por Quintino Sella.
Boncompagni editou o Bullettino di bibliografia e di storia delle scienze matematiche e fisiche (1868-1887), o primeiro periódico italiano inteiramente dedicado à história da matemática. Ele editou todos os artigos publicados na revista. Ele também preparou e publicou a primeira edição moderna do Liber Abaci de  Leonardo Fibonacci.

## Publicações selecionadas
- Recherches sur les integrales définies. Journal für die reine und angewandte Mathematik, 1843, XXV, pp. 74-96
- Intorno ad alcuni avanzamenti della fisica in Italia nei secoli XVI e XVII. Giornale arcadico di scienze, lettere ed arti, 1846, CIX, pp. 3-48
- Della vita e delle opere di Guido Bonatti, astrologo e astronomo del secolo decimoterzo. Roma, 1851
- Delle versioni fatte da Platone Tiburtino, traduttore del secolo duodecimo. Atti dell'Accademia Pontificia dei Nuovi Lincei, 1850–51, IV, pp. 247-286
- Della vita e delle opere di Gherardo Cremonese, traduttore del secolo decimosecondo, e di Gherardo da Sabbioneta, astronomo del secolo decimoterzo. Atti dell'Accademia Pontificia dei Nuovi Lincei, 1850–51, IV, pp. 387-493
- Della vita e delle opere di Leonardo Pisano, matematico del secolo decimoterzo. Atti dell'Accademia Pontificia dei Nuovi lincei, 1851–52, V, pp. 208-245
- Intorno ad alcune opere di Leonardo Pisano (Roma : tipografia delle belle arti, 1854)
- Opuscoli di Leonardo Pisano, pubblicati da Baldassarre Boncompagni secondo la lezione di un codice della Biblioteca Ambrosiana di Milano, Firenze, 1856
- Trattati d'aritmetica pubblicati da Baldassarre Boncompagni, I, Algoritmi de numero Indorum; II, Ioannis Hispalensis liber Algoritmi de practica arismetice. Roma, 1857
- Scritti di Leonardo Pisano, matematico, pubblicati da Baldassarre Boncompagni. 2 vols., Roma, 1857–62
- Bullettino di bibliografia e di storia delle scienze matematiche e fisiche. Tomos I-XX, Roma, 1868-1887